# Monsieur N.
Pour plus de détails, voir Fiche technique et Distribution.
Monsieur N. est un film français d'Antoine de Caunes, sorti en 2003. L'histoire est consacrée à l'exil à Sainte-Hélène et la mort de Napoléon ainsi qu'aux interrogations qui ont suivi.
L'ouverture du film se passe 19 ans plus tard lors de l'exhumation de sa tombe sur l'île, prélude au retour des cendres de Napoléon à la nécropole de l'hôtel des Invalides (15 décembre 1840).

## Synopsis
Après la défaite de Waterloo, les Anglais exilent Napoléon Bonaparte à Sainte-Hélène, île minuscule perdue au milieu de l'Océan Atlantique. C'est ainsi que l'Empereur déchu, qui a eu l'Europe à ses pieds, se retrouve étouffé dans un lieu au climat hostile, où il devra rester jusqu'à sa mort. C’est là qu’il dicte ses mémoires et se construit son mythe.
Mais, si « L'histoire est un mensonge que personne ne conteste », ses dernières années se sont-elles déroulées comme l'atteste l’historiographie officielle ? Reprenant les thèses les plus diverses, des plus scientifiques (empoisonnement, etc.) aux plus spéculatives (on connaît le souhait de l’Empereur de finir sa vie en Amérique...), le film ouvre de nombreuses pistes et rajoute encore un peu de mystère à la légende napoléonienne.
Au travers du parcours du jeune lieutenant Heathcote, on revient sur le dernier combat de l'Empereur. Cet officier britannique, désireux de connaître la vérité sur les événements des dernières années de Napoléon qu'il avait connu quelque temps à Sainte-Hélène, va pour cela chercher le témoignage des anciens de l'île, les généraux Bertrand, Montholon et Gourgaud, ainsi que d'un Hudson Lowe tombé depuis en disgrâce, afin de se construire sa vérité que l'on peut résumer par ce que Napoléon lui a dit : « La passion des hommes pour le merveilleux est telle qu'ils sont prêts à lui sacrifier la raison ».

## Fiche technique
- Réalisation : Antoine de Caunes
- Scénario : René Manzor
- Compositeur : Stephan Eicher
- Directeur de la photographie : Pierre Aïm
- Costumière : Carine Sarfati
- Chef décorateur : Patrick Durand
- Production : Pierre Kubel & Marie Castille Mention-Schaar
- Sociétés de production : France 3 Cinéma, Studiocanal, BAC Films
- Société de distribution : Mars Distribution
- Langue : français, anglais
- Genre : historique

## Distribution
- Philippe Torreton : Napoléon Bonaparte
- Richard E. Grant : Hudson Lowe, gouverneur de Sainte-Hélène
- Jay Rodan : Basil Heathcote
- Elsa Zylberstein : Albine de Montholon
- Roschdy Zem : Général Bertrand, Grand maréchal du palais
- Bruno Putzulu : Cipriani
- Stéphane Freiss : Général de Montholon
- Frédéric Pierrot : Général Gourgaud
- Siobhan Hewlett : Betsy Balcombe
- Peter Sullivan : Thomas Reade
- Stanley Townsend (en) : Dr O'Meara
- Igor Skreblin : Ali
- Blanche de Saint-Phalle : Fanny Bertrand
- Jake Nightingale : Carpenter
- Bernard Bloch : Von Hogendorp

## Production
Le film a bénéficié d'un budget de 16,6 millions d'euros.

## Tournage
Il a été tourné dans :
- les Côtes-d'Armor, au cap Fréhel, au Fort la Latte
- l'Ille-et-Vilaine, au fort de la Conchée, à Saint-Malo, à Cancale
- Paris, rue de Grenelle, aux Invalides

## Distinctions
Le film a été présenté en sélection officielle lors de la Berlinale 2003 dans la section Panorama.
Il a également été nommé pour quatre Césars : meilleure musique, meilleure photographie, meilleurs décors et meilleurs costumes.

## Box-office
Avec seulement 116 000 entrées, le film a été un échec en salles,.